# Argyrodes mertoni
Argyrodes mertoni là một loài nhện trong họ Theridiidae.
Loài này thuộc chi Argyrodes. Argyrodes mertoni được Embrik Strand miêu tả năm 1911.